# Wiener Straße (Linz)
Die Wiener Straße ist eine Straße in der oberösterreichischen Landeshauptstadt Linz. Sie verläuft von den Stadtteilen Waldegg und Lustenau über Kleinmünchen nach Ebelsberg und wurde nach der Stadt Wien als Richtungsbezeichnung benannt.

## Geschichte
Bis 1968 hieß die Straße Wiener Reichsstraße, seither Wiener Straße. Vor dem Bau des Musiktheaters an der Blumau war sie die Fortsetzung der Landstraße nach Süden, die Straßenbahn fuhr durchgehend oberirdisch. Bis 1937 bestand hier ein niveaugleicher Bahnübergang, dann wurde eine Unterführung errichtet. Bis zur Einstellung 1974 fuhr die Florianerbahn von Ebelsberg entlang der Wiener Straße bis Pichling.

## Lage und Charakteristik
Die rund 10 Kilometer lange Straße verläuft in südlicher und dann südöstlicher Richtung von der Bahnhofstraße beim Musiktheater bis zur Stadtgrenze zu St. Florian und Asten, wo sie auf deren Gemeindegebiet weiterführt. Sie unterquert die Westbahn und die Mühlkreis Autobahn und überquert die Traun. Sie ist die längste Straße von Linz. Weite Abschnitte der Straße sind Teil der B 1. Im Bereich zwischen Bulgariplatz und Neue Welt ist die Wiener Straße eine Einbahnstraße stadteinwärts (stadtauswärtiges Gegenstück ist die Wankmüllerhof- und die Kremplstraße). Die Straße wird zuerst ab der Unionkreuzung unterirdisch, dann ab dem Bulgariplatz oberirdisch bis zur Kremsmünsterer Straße sowie zwischen Ennsfeldstraße und Traundorfer Straße von den Straßenbahnlinien 1 und 2 befahren, zwischen der Zeppelinstraße und der Traundorfer Straße zudem von den Buslinien 11 und 19, wobei zahlreiche Straßenbahn- und Bushaltestellen entlang der Wiener Straße bestehen.

## Gebäude

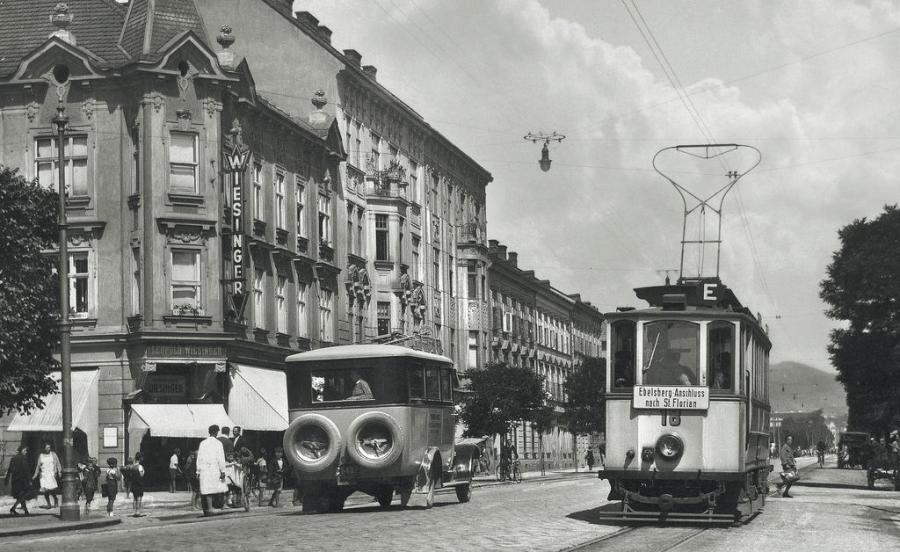
Die Wiener Straße um 1930 bei der Herz-Jesu-Kirche

### Nr. 2 ÖBB-Werkstätten
Am Areal zwischen Bahnunterführung und Unionkreuzung bestehen zahlreiche Hallen und Bauten der ÖBB.

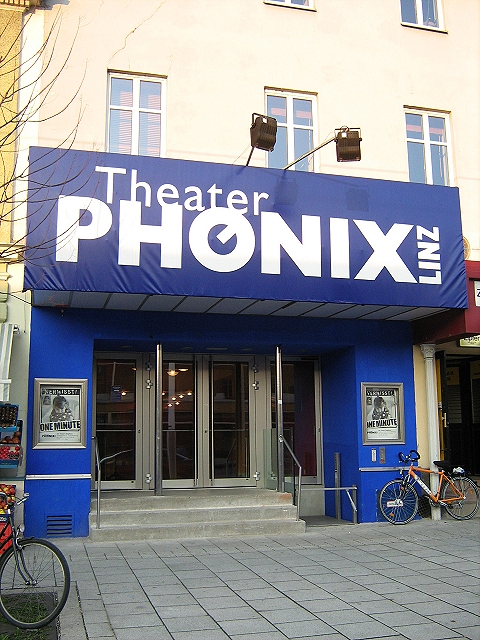
Theater Phönix

### Nr. 25 Theater Phönix

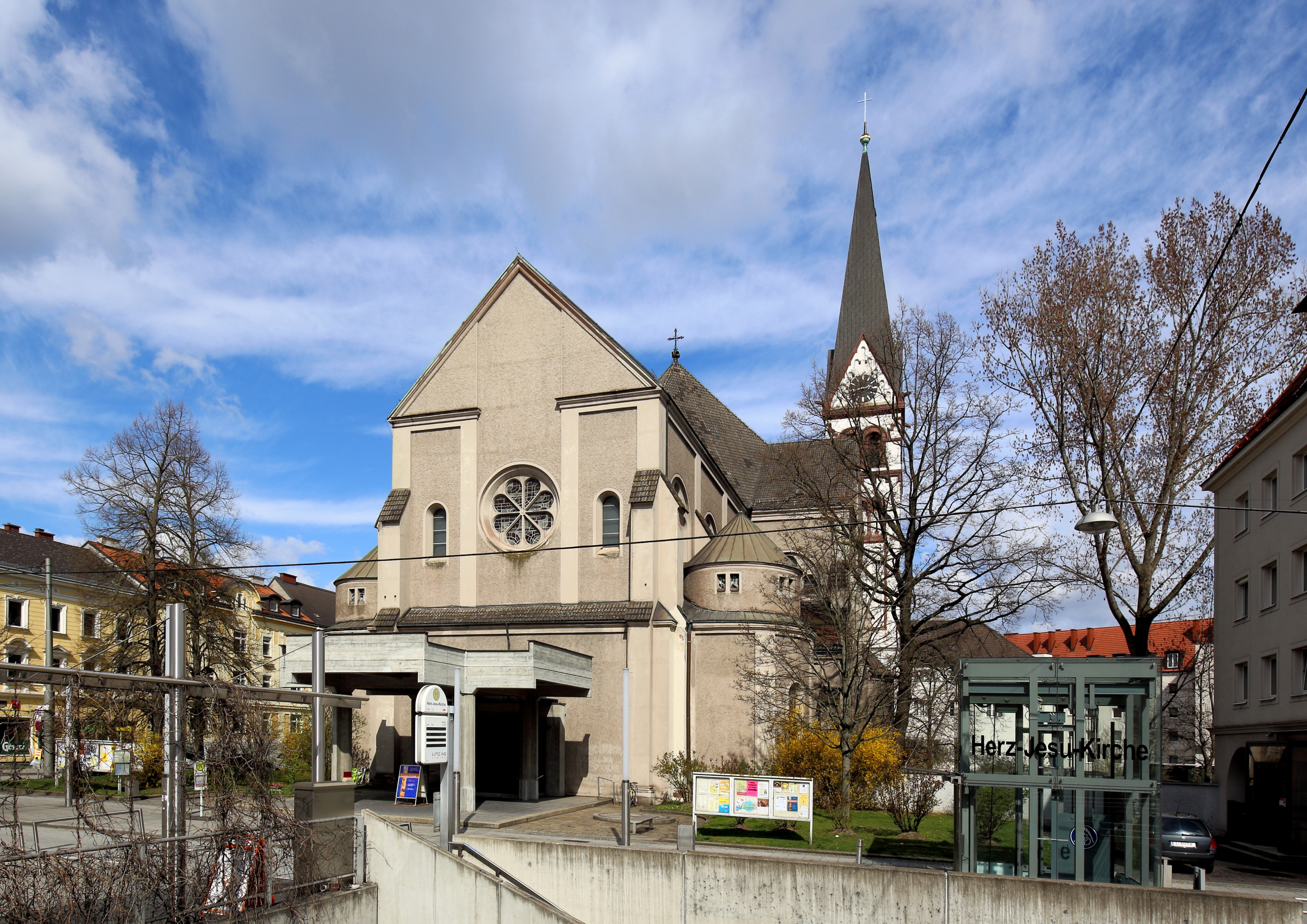
Herz-Jesu-Kirche

### Herz-Jesu-Kirche
Die Kirche wurde 1899 bis 1903 von Raimund Jeblinger erbaut.

### Nr. 42 Otto-Glöckel-Schule
Die Schule wurde 1899 bis 1902 errichtet, im Zweiten Weltkrieg zerstört, 1946 bis 1954 wiederaufgebaut.

### Nr. 71–71b Wohnbauten
Die Wohnbauten Ecke Richard-Wagner-Straße wurden als Teil des Makartviertels in der NS-Zeit um 1939/1940 (Hitlerbauten) errichtet.

### Nr. 150 WIFI
Komplex des Wirtschaftsförderungsinstituts Oberösterreich

### Nr. 151 Linz AG
Zentrale der Linz AG

### Nr. 152–154 Feuerwehr
Einsatzzentrale der städtischen Feuerwehr Linz-Süd, erbaut in den 1950er Jahren

### Nr. 181–185 Berufsschule
Berufsschulzentrum mit Internat

### Nr. 342–386 Wohnbauten
Die Wohnbauten wurden als Teil der Siedlung Kleinmünchen in der NS-Zeit um 1939/1940 (Hitlerbauten) errichtet.

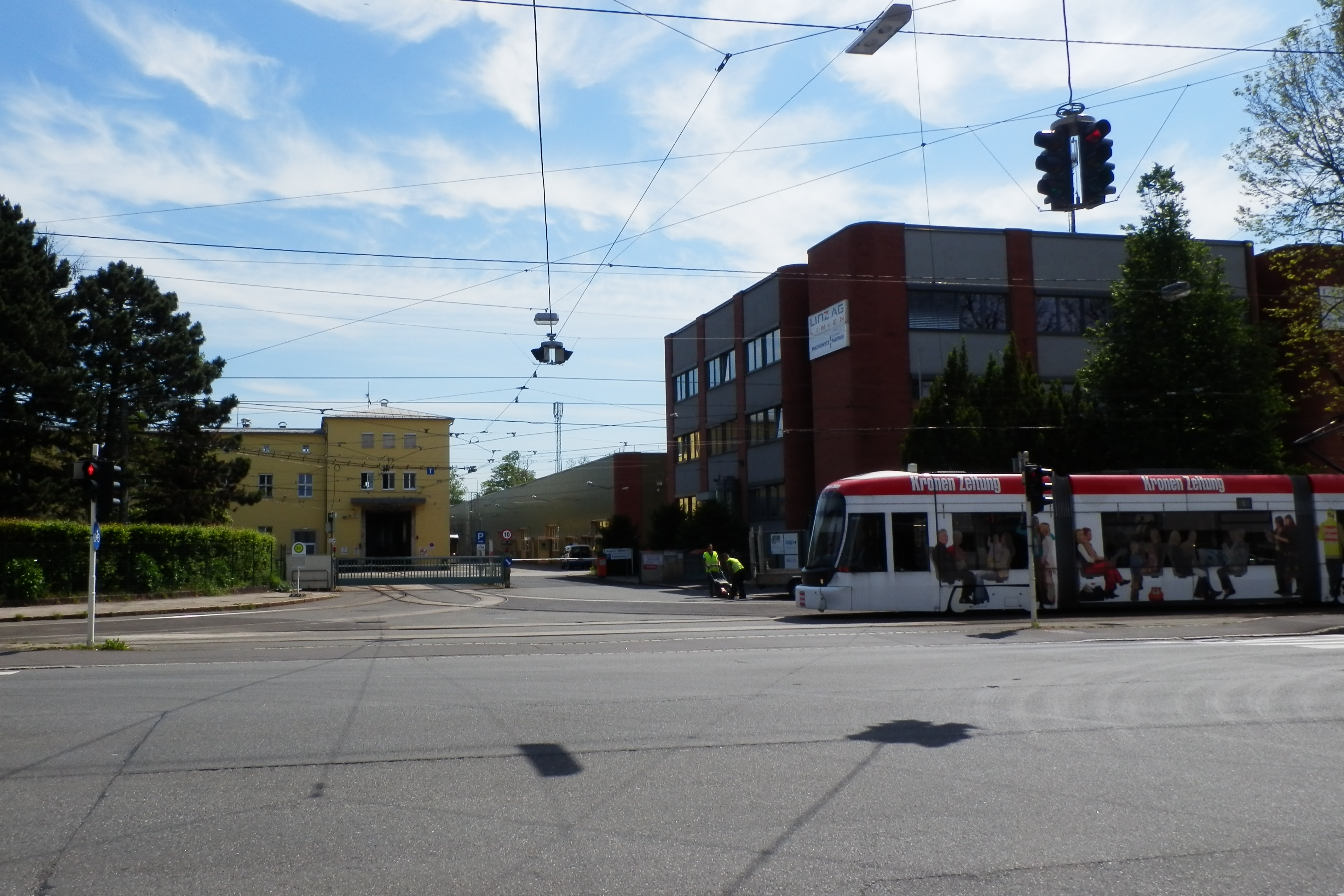
Remise Kleinmünchen

### Nr. 381–383 Remise Kleinmünchen
Die Straßenbahnremise Kleinmünchen ist ein Bau aus den 1950er Jahren mit späteren Zubauten.

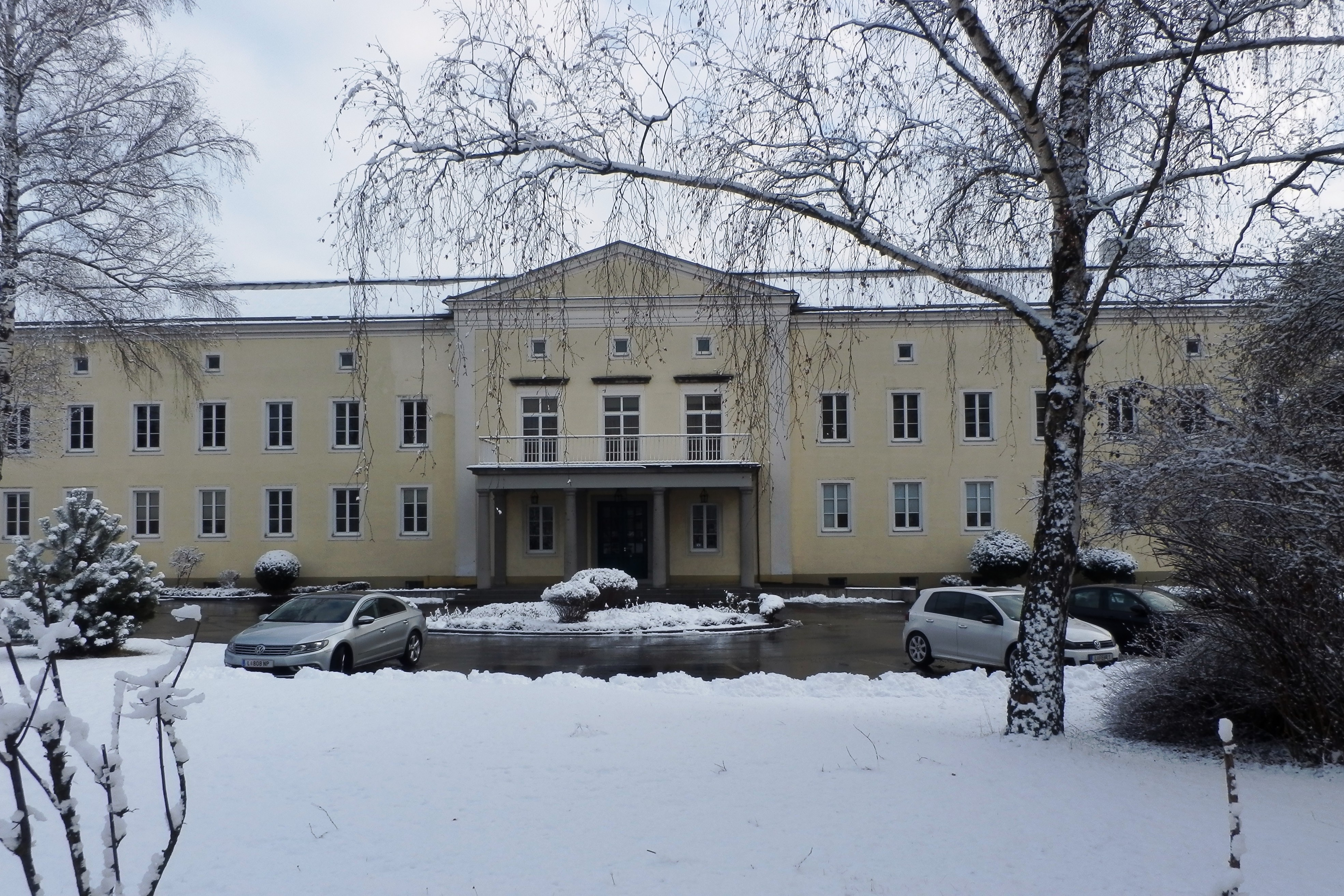
Linz Textil

### Nr. 435 Kleinmünchner Spinnerei
Direktion der Linz Textil, errichtet 1946 bis 1949 von Armin Sturmberger.

### Grillmayrschlößl
Ecke Dauphinestraße befindet sich das Grillmayr Schlößl.

### Ortszentrum Ebelsberg
Am Fadingerplatz und in der Wiener Straße Nr. 473–501 befindet sich das Ortszentrum von Ebelsberg. Hier besteht ein Ensemble alter Bürgerhäuser und Gasthöfe der ehemaligen Marktgemeinde Ebelsberg

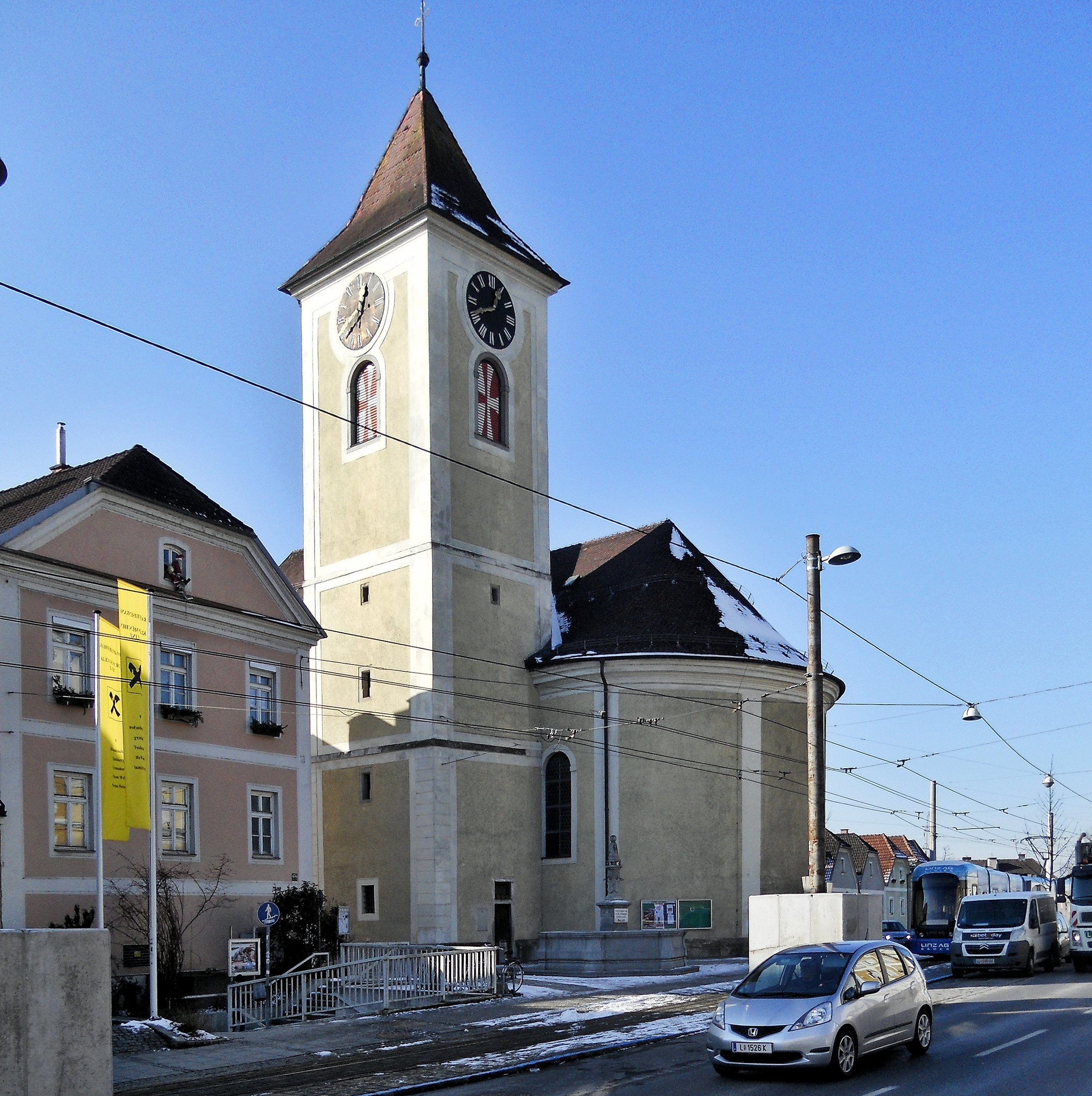
Ebelsberger Kirche

### Pfarrkirche Ebelsberg
Kirche mit einzigartiger Jugendstil-Ausstattung.

### Nr. 503 Ehemaliges Feuerwehrhaus
Das ehemalige Ebelsberger Feuerwehrhaus aus 1897 ist ein zweigeschoßiger stattlicher Baublock mit hohem rundem Eckturm. An der Fassade ist die Aufschrift Freiwillige Feuerwehr Ebelsberg und darunter das Wappen von Ebelsberg als Putzrelief.

### Friedhof Ebelsberg
Ecke Florianer Straße befindet sich seit dem 13. Jahrhundert der Friedhof.

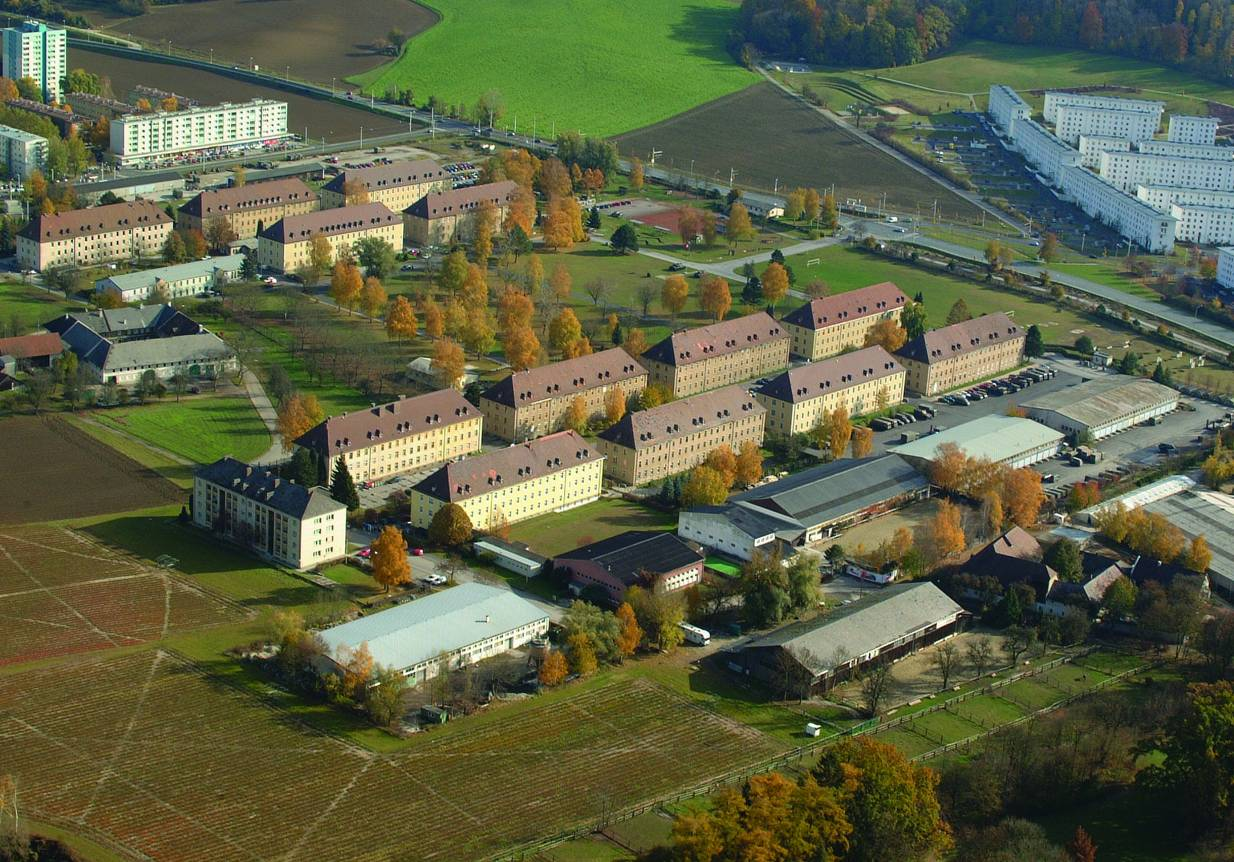
Hiller-Kaserne

### Hiller-Kaserne
Die Kaserne wurde in der NS-Zeit von 1940 bis 1943 erbaut und 2016 geschlossen.

### Nr. 937 Campingplatz und Restaurant am Pichlinger See
Am Pichlinger See befindet sich kurz vor der Stadtgrenze das letzte Gebäude der Wiener Straße mit der höchsten Hausnummer von Linz, der Campingplatz und das Seerestaurant.